# Charles Pollock
Charles Randolph Pollock (* 20. Juni 1930 in Philadelphia, Pennsylvania, USA; † 20. August 2013 in South Jamaica, Queens, New York City, USA) war ein US-amerikanischer Industrie- und Möbel-Designer.

## Leben
Pollock zog mit seiner Familie in seiner Kindheit mehrfach um, zuerst nach Toledo (Ohio), später nach Detroit in Michigan, wo er eine technische Oberschule besuchte. Als die Familie erneut umzog, diesmal nach Muskegon in Michigan blieb der 16-jährige in Detroit, lebte in einer Pension, besuchte weiter die Schule und arbeitete am Fließband bei der Autofirma Chrysler. Nach seinem Schulabschluss erhielt er ein Stipendium für den Besuch des Pratt Institute in Brooklyn, New York City. Seine eigenen Möbelentwürfe bildete er als Drahtmodelle aus. Diese fielen dem Designer George Nelson auf, bei dem Pollock später arbeitete. 
Nach Ableistung seiner Wehrpflicht in der U.S. Army begann Pollock mit seiner Arbeit bei Nelson. Daraus entstanden unter anderem die Swag-Leg-Möbel, die auf dem Markt sehr erfolgreich waren. 1958 ging er zur US-amerikanischen Möbelfirma Knoll, wo er unter anderem den Sling Lounge Chair #657 entwarf. Sein weltweit größter Erfolg war der CP Lounge Chair. Dieser besitzt ein vierbeiniges Aluminiumgestell auf Rollen, das eine mit weichem Leder ausgepolsterte Aluminiumschale trägt.
Seit den 1970er Jahren arbeitete Pollock eng mit dem Chef der Firma Bernhardt Design und deren Chef Jerry Helling zusammen. Seine letzte Arbeit bei Knoll war 2012 der CP 1 Chair. Pollock starb bei einem Brand in seinem Atelier in der Nähe der Atlantikküste von Long Island.